# Дубровины
Дубровины — русские дворянские роды.

## История рода
Небогатый Дубровин Исааков сын был дьяком (1507) и писал духовную грамоту князя Дмитрия Ивановича (1509), внука Ивана III, умершего в тюрьме (14 февраля 1509). Денис Супичев владел поместьем в Бежецком уезде (1530). Воин Дубровин убит в зимнем казанском походе (1550), имя его записано в синодик московского Успенского собора на вечное поминовение. Этот род был внесён в VI часть дворянской родословной книги Владимирской и Ярославской губерний. Два рода Дубровиных восходят к концу XVII века, а остальные шесть — позднейшего происхождения.

## Известные представители
Казарин Юрьевич новгородский дьяк (1554—1556). Русин Григорьевич поручился по князю Серебряному (1565). По опричнине были казнены: - Афанасий Дубровин (Москва, 03 июля 1570), по делу земского правительства, новгородцев и дворцовой прислуги - Богдан Дубровин (Москва, 25 июля 1570), казни семей опальных новгородцев - Марья Дубровина с детьми: Фёдором и Второй (Москва, июль-август 1570), их имена занесены в синодик опальных. В битве при Молодях погиб из Пскова Юшка Русинов Дубровин (июль 1572). Помещики Дубровины: — коломенские (1577), епифанские (1585—1691). Третьяк и Василий Дубровины неоднократно упоминаются в разрядных книгах на службе Ивана Грозного.  Казанский сын боярский Куприян Муромцев Дубровин послан на Дон с царскими грамотами (1614). Девять Дубровиных владели поместьями (1699). Тит Иванович Дубровин — московский дворянин (в 1627—1640) и Осип Титович Дубровин — московский дворянин (в 1676—1677), помещик Кашинского уезда (1679) — со своим потомством были внесены в родословные книги Владимирской и Московской губерний.
Один из родоначальников рода, Тимофей Арефьевич Дубровин, был в XVII веке вотчинником на территории Псковской губернии. Его потомок Фёдор Николаевич Дубровин — отец Николая Фёдоровича (1837—1904) и Павла Фёдоровича (1839—1890) Дубровиных.
Рязанский род Дубровиных был основан выходцем из Ярославской губернии гвардии полковником Александром Николаевичем Дубровиным, который 23 августа 1876 года был внесён во II часть дворянской родословной книги Рязанской губернии; его сын, полковник Александр Александрович Дубровин, был внесён во II часть ДРК Рязанской губернии 13 января 1886 года